# Michele Campagnaro
Michele Campagnaro (Mirano, 13 marzo 1993) è un rugbista a 15 italiano, dal 2021 tre quarti centro del Colomiers.

## Biografia
Proveniente dal Mirano, squadra della sua città natale all'interno della quale percorse tutta la trafila fino dalle giovanili, fu presente nella Nazionale Under-20 al campionato mondiale giovanile del 2011 che si tenne in Italia.
Fu quindi inviato all'Accademia FIR di Tirrenia, con la cui squadra disputò il campionato di serie A1 e, alla fine del 2011, il C.T. della Nazionale maggiore Jacques Brunel lo convocò per un raduno in preparazione al Sei Nazioni successivo, anche se in seguito non lo utilizzò.
Alla fine della stagione trascorsa nella scuola federale Campagnaro fu ingaggiato dal Benetton Treviso, che ebbe la meglio su offerte al giocatore provenienti dalla Francia.
Il debutto in Pro12 avvenne il 26 aprile 2013 a Treviso contro il Connacht, un pareggio 23-23 al termine del quale Campagnaro ricevette il premio di miglior giocatore in campo.
In occasione dei test match di fine anno 2013 Jacques Brunel incluse Campagnaro nella rosa dei convocati; il debutto avvenne il 16 novembre a Cremona contro Figi in sostituzione dell'infortunato Luca Morisi.
Successivamente Brunel incluse Campagnaro tra i trenta convocati italiani alla Coppa del Mondo di rugby 2015 in Inghilterra.
Proprio in Inghilterra, all'Exeter, Campagnaro si trasferì dopo la Coppa del Mondo a seguito di un contratto biennale firmato nel febbraio precedente (e prolungato fino al 2018); con la formazione del Devon si laureò campione inglese alla fine di Premiership 2016-17.
Dopo un passaggio agli Wasps costellato da infortuni (ultimo in ordine di tempo la rottura di un piede al Sei Nazioni 2019) in cui disputò solo 4 incontri di campionato e 7 totali, dal 2019 è in forza agli Harlequins di Londra, altro club di Premiership; ristabilitosi fisicamente, è stato convocato nella rosa italiana che ha preso parte alla Coppa del Mondo 2019 in Giappone.

## Palmarès
- Premiership: 1
Exeter: 2016-17